# 탈카복실화

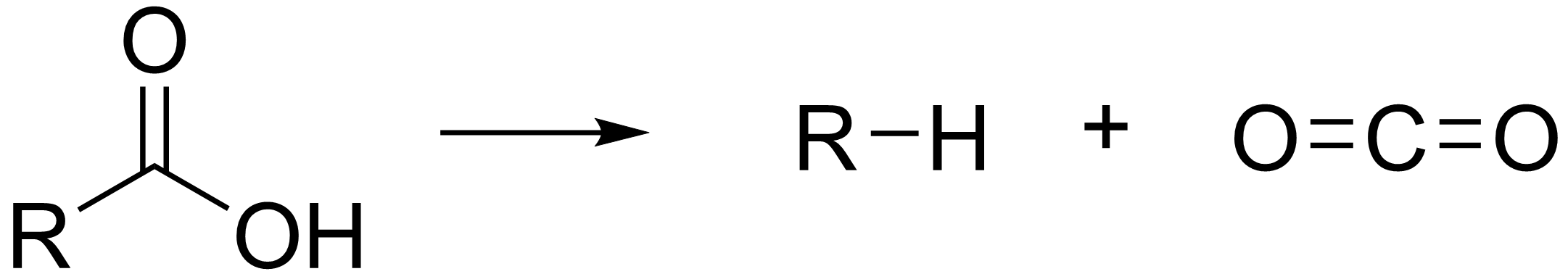
탈카복실화 반응

탈카복실화(영어: decarboxylation)는 카복실기를 제거하여 이산화 탄소(CO2)를 방출하는 화학 반응이다. 일반적으로 탈카복실화는 카복실산의 반응으로, 탄소 사슬에서 탄소 원자를 제거한다. 탈카복실화의 역반응은 카복실화라고 하는데, 카복실화 반응의 대표적인 예는 광합성에서 캘빈 회로의 첫 번째 단계로 리불로스 1,5-이중인산에 이산화 탄소(CO2)를 첨가하여 3-포스포글리세르산을 생성하는 반응이다. 탈카복실화를 촉매하는 효소를 탈카복실화효소라고 부르는데, 보다 공식적인 용어는 카복시-분해효소(EC 4.1.1)이다.

## 유기화학에서
탈카복실화라는 용어는 일반적으로 카복실기(-COOH)를 수소 원자로 치환하는 것을 의미한다.
RCO2H  →  RH  +  CO2
탈카복실화는 가장 오랫 동안 알려져 온 유기 반응 중 하나이다. 탈카복실화는 열분해 및 분해 증류를 수반하는 것으로 가정되는 과정 중 하나이다. 금속염, 특히 구리 화합물은 금속 카복실레이트 착물의 중개를 통해 반응을 촉진시킨다. 아릴 카복실레이트의 탈카복실화는 상응하는 아릴 음이온의 등가물을 생성할 수 있으며, 이는 차례로 교차 짝지음 반응을 겪을 수 있다.
알칸산의 탈카복실화 반응의 속도는 보통 느리다. 따라서 전형적인 지방산은 쉽게 탈카복실화되지 않는다. 전반적으로 탈카복실화 기능은 위의 메커니즘에서 형성된 탄소 음이온 중간생성물의 안정성에 달려있다. 중요한 예외는 베타-케토산, β,γ-불포화산, α-페닐, α-나이트로, α-사이아노산의 탈카복실화이다. 이러한 반응은 카보닐기가 양성자화되고, 카복실기가 탈양성자화된 양쪽성 이온의 호변이성질체의 형성으로 인해 가속화된다.

### 명명된 탈카복실화 반응
탈카복실화는 많은 인명 반응들의 기반을 이루고 있다. 여기에는 바톤 탈카복실화, 콜베 전해, 코치 반응, 훈스디커 반응이 포함된다. 이들은 모두 라디칼 반응이다. 크라프초 탈카복실화는 에스터의 탈카복실화와 관련되어 있다. 츠지-트로스트 반응은 전이금속 알릴 착물의 중개를 포함한다.
케톤성 탈카복실화에서 카복실산은 케톤으로 전환된다.

### 하이드로탈카복실화
하이드로탈카복실화는 카복실산을 그에 상응하는 탄화수소로 전환시키는 과정을 포함한다. 이것은 카복실기가 예상대로 수소로 치환될 것을 구체적으로 요구하는 것을 제외하면 위에 정의된 보다 일반적인 "탈카복실화"와 개념적으로 동일하다. 이 반응은 특히 말론산 에스터 합성 및 크뇌페나겔 축합과 함께 일반적이다. 반응은 카복실기의 공액 염기, 카복실레이트 이온 및 양성자화된 카보닐기와 같은 전자 밀도의 불포화 수용체를 포함한다. 반응이 카복실산을 진한 염산으로 가열하는 것을 수반하는 경우 양성자화된 이산화 탄소를 생성할 수 있는 직접적인 경로는 불가능하다. 이 경우 반응은 물과 양성자를 초기에 첨가할 때 일어나기 쉽다.

## 생화학에서
탈카복실화는 생화학에서 흔히 접할 수 있는 반응이다. 이들 반응은 보통 전환을 촉매하는 보조 인자에 따라 분류된다. 비오틴은 말로닐-CoA가 아세틸-CoA로 탈카복실화되는 반응에 관여한다. 티아민(T:)은 피루브산을 포함한 알파-케토산의 탈카복실화에 필요한 활성 성분이다.
T:  + RC(O)CO2H  →  T=C(OH)R  +  CO2
T=C(OH)R  +  R'CHO  →  T:  +  RC(O)CH(OH)R'
피리독살 인산은 아미노산의 탈카복실화를 촉진한다. 플라빈-의존성 탈카복실화효소는 시스테인의 전환에 관여한다. 철 함유 하이드록실화효소는 전자 공여체로 α-케토글루타르산의 탈카복실화를 사용하여 O2의 환원 활성화에 의해 작동한다. 탈카복실화는 다음과 같이 설명될 수 있다.
RC(O)CO2FeII  +  O2  →  RCO2FeIV=O  +  CO2
RCO2FeIV=O  +  R'-H  →  RCO2FeII  +  R'OH

### 아미노산의 탈카복실화
아미노산의 아민으로의 일반적인 생합성 과정에서 산화적 탈카복실화는 다음과 같다.
- 트립토판에서 트립타민으로
- 페닐알라닌에서 펜에틸아민으로
- 티로신에서 티라민으로
- 히스티딘에서 히스타민으로
- 세린에서 에탄올아민으로
- 글루탐산에서 감마-아미노뷰티르산(GABA)으로
- 리신에서 카다베린으로
- 아르지닌에서 아그마틴으로
- 오르니틴에서 푸트레신으로
- 5-하이드록시트립토판(5-HTP)에서 세로토닌으로
- L-도파에서 도파민으로

시트르산 회로와 관련된 탈카복실화 반응들은 다음과 같다.
- 피루브산에서 아세틸-CoA로 (피루브산 탈카복실화 참조)
- 옥살석신산에서 α-케토글루타르산으로
- α-케토글루타르산에서 석시닐-CoA로

## 사례 연구

테트라하이드로칸나비놀산의 구조. 열에 의한 이 화합물의 탈카복실화는 대마초 연기의 향정신성 효과에 필수적이며, 알파 탄소가 양성자화될 때 엔올형이 케토형으로 전환되는 것에 달려 있다.

Δ9-테트라하이드로칸나비놀산은 가열시 탈카복실화되어 향정신성 화합물인 Δ9-테트라하이드로칸나비놀로 전환된다. 대마초를 진공에서 가열하면 테트라하이드로칸나비놀산(THCA)의 탈카복실화는 1차 반응 속도식을 따르는 것으로 보인다. 존재하는 테트라하이드로칸나비놀산(THCA)의 로그 분율은 시간이 지남에 따라 지속적으로 감소하며, 감소 속도는 온도에 따라 달라진다. 100~140 °C에서 10 °C씩 증가하면 테트라하이드로칸나비놀산(THCA)의 절반이 30, 11, 6, 3, 2분에 소모된다. 따라서 속도 상수는 아레니우스 방정식을 따르며, 온도에 역행하는 값과의 선형 로그 관계에서 10−8~10−5 사이의 범위를 갖는다. 그러나 물 분자를 사용한 살리실산의 탈카복실화 모델링은 용매의 단일 분자에 대해 150 kJ/mol의 활성화 에너지 장벽을 제시했으며, 이는 관찰되는 속도에 비해 매우 높은 값이다. 따라서 높은 분율의 카복실산을 포함하는 식물성 물질의 고체상에서의 수행된 이 반응은 관찰된 속도 상수에 영향을 주지 않고 근처의 카복실산이 첨가되는 유사 1차 반응 속도식을 따른다는 결론이 내려졌다. 93 kJ/mol의 에너지의 간접적인 케토-엔올 경로와 104 kJ/mol의 에너지의 직접적인 케토-엔올 경로에 해당하는 두 가지 전이 상태가 가능하다. 두 가지 중간생성물 모두 알파 탄소의 양성자화를 포함하며, 방향족 고리의 이중 결합 중 하나를 파괴하고 베타-케토 그룹(THCA 및 THC에서 엔올 형태를 취함)이 탈카복실화에 참여하도록 허용한다.
장기간 동안 보관된 음료의 경우 아스코르브산의 존재에 의해 촉매되는 탈카복실화에 의해 벤조산으로부터 매우 소량의 벤젠이 생성될 수 있다.
사이클로헥센온을 촉매로 첨가하면 아미노산의 탈카복실화를 촉매하는 것으로 보고되었다. 그러나 이러한 촉매를 사용하면 원치 않는 부산물이 생성될 수도 있다.

## 같이 보기
- 카복실화
- 탈카복실화효소